# Castell de Turégano
El castell de Turégano es troba a la localitat homònima, a la província de Segòvia. Una de les peculiaritats del castell és que en ell està integrada l'església de San Miguel. En 1585 va estar empresonat al castell Antonio Pérez del Hierro, qui va ser secretari de Felip II d'Espanya. Els seus partidaris van planejar la seua fugida, i per a això es van establir al poble de Muñoveros. Van aconseguir entrar al castell, però l'alcalde els va convèncer perquè desistiren del seu propòsit. Va ser declarat Monument Nacional en 1931.